# تيموثي وايت
تيموثي وايت (بالإنجليزية: Timothy White)‏ هو ناقد موسيقي وصحفي أمريكي، ولد في 25 يناير 1952، وتوفي في 27 يونيو 2002.

## وصلات خارجية
- تيموثي وايت على موقع ميوزك برينز (الإنجليزية)
- تيموثي وايت على موقع ديسكوغز (الإنجليزية)